# Bronte Halligan
Bronte Riley Halligan (* 12. August 1996 in Sydney) ist eine australische Wasserballspielerin. Sie gewann 2024 eine olympische Silbermedaille, bereits 2019 hatte sie Weltmeisterschaftsbronze erkämpft.

## Sportliche Karriere
Die 1,76 Meter große Halbspielerin Bronte Halligan graduierte 2021 in Psychologie an der University of California, Los Angeles, für deren Sportteam sie auch aktiv war. Danach spielte sie für AS Orizzonte Catania, mit diesem Verein gewann sie 2022 und 2023 die italienische Meisterschaft.
Bei der Weltmeisterschaft 2015 in Kasan stand Halligan erstmals bei einem großen Turnier im Aufgebot der australischen Nationalmannschaft. Die Australierinnen besiegten im Viertelfinale die chinesische Mannschaft im Fünf-Meter-Schießen, wobei Halligan ihren Wurf verwandelte. Nach der 6:8-Halbfinalniederlage gegen die Mannschaft aus den Vereinigten Staaten verloren die Australierinnen das Spiel um Bronze gegen die Italienerinnen im Fünf-Meter-Schießen, Halligan kam dabei nicht zum Einsatz. Zwei Jahre später bei der Weltmeisterschaft 2017 in Budapest unterlagen die Australierinnen dem US-Team im Viertelfinale mit 5:7. Nach den Platzierungsspielen lagen die Australierinnen auf dem achten Rang. 2019 bei der Weltmeisterschaft in Gwangju bezwangen die Australierinnen im Viertelfinale die Russinnen mit 9:7 und verloren das Halbfinale gegen die Mannschaft aus den Vereinigten Staaten mit 2:7, wobei Halligan im Halbfinale einen der beiden Treffer erzielte. Im Spiel um Bronze siegten die Australierinnen mit 10:9 gegen die Ungarinnen. Das olympische Wasserballturnier in Tokio wurde wegen der COVID-19-Pandemie von 2020 nach 2021 verschoben. Die Australierinnen unterlagen im Viertelfinale der russischen Mannschaft mit 8:9 und belegten letztlich den fünften Platz.
Bei der Weltmeisterschaft in Budapest belegten die Australierinnen den sechsten Platz, nachdem sie im Viertelfinale gegen die Ungarinnen 6:7 verloren hatten. 2023 bei der Weltmeisterschaft in Fukuoka gewannen die Australierinnen im Viertelfinale gegen die Griechinnen. Im Halbfinale verloren sie gegen die Spanierinnen mit 10:12. Im Spiel um den dritten Platz unterlagen sie den Italienerinnen mit 14:16, Halligan erzielte in diesem Spiel zwei Tore. 2024 verloren die Australierinnen bei der Weltmeisterschaft in Doha im Viertelfinale gegen das Team aus den Vereinigten Staaten und belegten letztlich den sechsten Platz. Ein halbes Jahr später erreichte die australische Mannschaft beim olympischen Wasserballturnier in Paris das Halbfinale durch einen Viertelfinalsieg über die Griechinnen. Im Halbfinale bezwangen die Australierinnen das Team aus den Vereinigten Staaten nach Penaltyschießen. Halligan hatte in der regulären Spielzeit zwei Tore geworfen und sie verwandelte auch ihren Penalty in der Entscheidung. Im Finale unterlagen die Australierinnen den Spanierinnen mit 9:11.